# Nurlan Ybyrajew
Nurlan Ybyrajew (kasachisch Нұрлан Болатұлы Ыбыраев, russisch Нурлан Болатович Ибраев, beim Weltschachbund FIDE Nurlan Ibrayev; * 25. Februar 1977 in Zelinograd) ist ein kasachischer Schachspieler und -schiedsrichter.
Die kasachische Einzelmeisterschaft konnte er einmal gewinnen: 2019. Er spielte für Kasachstan bei drei Schacholympiaden: 2002, 2004 und 2008. Außerdem nahm er einmal an den asiatischen Mannschaftsmeisterschaften (2003) teil.
Beim Schach-Weltpokal 2005 scheiterte er in der ersten Runde an Şəhriyar Məmmədyarov.
Seit 2013 trägt er den Titel FIDE-Schiedsrichter. Schiedsrichter war er zum Beispiel seit 2010 bei kasachischen Einzelmeisterschaften sowie den Weltmeisterschaften im Blitzschach und Schnellschach 2012.
| Die zur Anzeige dieser Grafik verwendete Erweiterung wurde dauerhaft deaktiviert. Wir arbeiten aktuell daran, diese und weitere betroffene Grafiken auf ein neues Format umzustellen. (Mehr dazu) |